# Setnica (gmina Dobrova-Polhov Gradec)
Setnica – wieś w Słowenii, w gminie Dobrova-Polhov Gradec. W 2018 roku liczyła 45 mieszkańców.